# Мюррей, Лэмонд
Лэмонд Морис Мюррей (англ. Lamond Maurice Murray; родился 20 апреля 1973, Пасадина, Калифорния, США) — американский профессиональный баскетболист, завершивший карьеру в 2012 году.

## Ранние годы
Лэмонд Мюррей родился в городе Пасадина (штат Калифорния), учился в Фримонтской школе имени Джона Кеннеди (штат Калифорния), в которой играл за местную баскетбольную команду.

## Студенческая карьера
После окончания школы Мюррей поступил в Калифорнийский университет в Беркли, где в течение трёх лет выступал за команду «Калифорния Голден Бирз», в которой провёл успешную карьеру, набрав в итоге 1688 очков, 596 подборов, 160 передач, 110 перехватов и 75 блок-шотов. При Мюррее «Голден Бирз» ни разу не выигрывали регулярный чемпионат и турнир конференции Pacific-10, однако два года подряд выходили в плей-офф студенческого чемпионата США (1993—1994). В сезоне 1992/1993 годов «Золотые Медведи» вышли в 1/8 финал турнира NCAA (англ. Sweet Sixteen), где проиграли команде «Канзас Джейхокс» (76—93).
10 марта 2012 года Лэмонд Мюррей был включён в баскетбольный Зал Славы конференции Pacific-12.

## Карьера в НБА
Играл на позиции лёгкого форварда. В 1994 году был выбран на драфте НБА под 7-м номером командой «Лос-Анджелес Клипперс». Позже выступал за команды «Кливленд Кавальерс», «Торонто Рэпторс» и «Нью-Джерси Нетс». Всего в НБА провёл 11 сезонов. В 1994 году Мюррей включался во 2-ю всеамериканскую сборную NCAA. Всего за карьеру в НБА провёл 736 игр, в которых набрал 8286 очков (в среднем 11,3 за игру), сделал 3033 подбора, 978 передач, 684 перехвата и 319 блок-шотов.
Свои лучшие годы в качестве игрока НБА Мюррей провёл в «Кливленд Кавальерс», в рядах которых он выступал на протяжении трёх сезонов (1999—2002). Самым лучшим в его карьере стал сезон 2001/2002 годов, в котором он сыграл в 71 игре, набирая в среднем за матч 16,6 очка и делая 5,2 подбора, 2,2 передачи, 1,0 перехвата и 0,6 блок-шота.
25 сентября 2002 года Мюррей был обменян в команду «Торонто Рэпторс» на Майкла Стюарта и на выбор во втором раунде драфта 2004 года. 2 сентября 2005 года руководство «Хищников» отказалось от его услуг, а через шесть дней Лэмонд в качестве свободного агента подписал соглашение с «Нью-Джерси Нетс». В октябре 2006 года Мюррей решил вернуться в «Клипперс» и заключил с ними контракт, но через несколько дней был отчислен из команды.
Его двоюродный брат Трэйси Мюррей, также выступавший в НБА на позиции лёгкого форварда в командах «Портленд Трэйл Блэйзерс», «Хьюстон Рокетс», «Торонто Рэпторс», «Вашингтон Уизардс», «Денвер Наггетс» и «Лос-Анджелес Лейкерс», добился более весомого успеха в лиге, став в сезоне 1994/1995 годов в составе «Рокетс» чемпионом НБА, хотя и не сыграл в плей-офф ни одного матча.

## Карьера в младших лигах
После завершения профессиональной карьеры в НБА Мюррей решил попробовать свои силы в младших лигах, заключив соглашение с командой «Лонг-Бич Брикерс», выступавшей в Американской баскетбольной ассоциации (АБА), впрочем в ней он надолго не задержался (2007). В 2008 году подписал контракт с клубом «Лос-Анджелес Лайтнинг», выступавшим в Международной баскетбольной лиге (IBL), в котором с перерывами провёл три сезона (2008, 2009, 2010), после чего заключил договор с командой «Лос-Анджелес Слэм», также игравшей в АБА (2011—2012), по окончании которого завершил свою профессиональную карьеру.

## Зарубежная карьера
В 2007 году Мюррей ненадолго уехал в Китай, где с перерывами на протяжении двух лет выступал в Китайской баскетбольной ассоциации за «Гуандун Саузерн Тайгерс». В 2009 году Лэмонд отправился в экзотический Бахрейн, где с перерывом в течение двух сезонов играл за команду «Аль-Мухаррак».

## Статистика

### Статистика в НБА
| Сезон                                                                                    | Команда    | Регулярный сезон | Регулярный сезон | Регулярный сезон | Регулярный сезон | Регулярный сезон | Регулярный сезон | Регулярный сезон | Регулярный сезон | Регулярный сезон | Регулярный сезон | Регулярный сезон | Серия плей-офф | Серия плей-офф | Серия плей-офф | Серия плей-офф | Серия плей-офф | Серия плей-офф | Серия плей-офф | Серия плей-офф | Серия плей-офф | Серия плей-офф | Серия плей-офф |
| Сезон                                                                                    | Команда    | GP               | GS               | MPG              | FG%              | 3P%              | FT%              | RPG              | APG              | SPG              | BPG              | PPG              | GP             | GS             | MPG            | FG%            | 3P%            | FT%            | RPG            | APG            | SPG            | BPG            | PPG            |
| ---------------------------------------------------------------------------------------- | ---------- | ---------------- | ---------------- | ---------------- | ---------------- | ---------------- | ---------------- | ---------------- | ---------------- | ---------------- | ---------------- | ---------------- | -------------- | -------------- | -------------- | -------------- | -------------- | -------------- | -------------- | -------------- | -------------- | -------------- | -------------- |
| 1994/95                                                                                  | Клипперс   | 81               | 61               | 31,6             | 40,2             | 29,8             | 75,4             | 4,4              | 1,6              | 0,9              | 0,7              | 14,1             | Не участвовал  | Не участвовал  | Не участвовал  | Не участвовал  | Не участвовал  | Не участвовал  | Не участвовал  | Не участвовал  | Не участвовал  | Не участвовал  | Не участвовал  |
| 1995/96                                                                                  | Клипперс   | 77               | 32               | 23,6             | 44,7             | 31,9             | 75,0             | 3,2              | 1,1              | 0,8              | 0,3              | 8,4              | Не участвовал  | Не участвовал  | Не участвовал  | Не участвовал  | Не участвовал  | Не участвовал  | Не участвовал  | Не участвовал  | Не участвовал  | Не участвовал  | Не участвовал  |
| 1996/97                                                                                  | Клипперс   | 74               | 1                | 17,5             | 41,6             | 34,1             | 73,9             | 3,1              | 0,8              | 0,7              | 0,4              | 7,4              | 3              | 0              | 21,7           | 30,0           | 25,0           | 100,0          | 3,7            | 1,0            | 0,7            | 1,0            | 7,0            |
| 1997/98                                                                                  | Клипперс   | 79               | 64               | 32,6             | 48,1             | 35,3             | 74,8             | 6,1              | 1,8              | 1,5              | 0,7              | 15,4             | Не участвовал  | Не участвовал  | Не участвовал  | Не участвовал  | Не участвовал  | Не участвовал  | Не участвовал  | Не участвовал  | Не участвовал  | Не участвовал  | Не участвовал  |
| 1998/99                                                                                  | Клипперс   | 50               | 13               | 26,3             | 39,1             | 33,0             | 80,3             | 3,9              | 1,2              | 1,2              | 0,4              | 12,2             | Не участвовал  | Не участвовал  | Не участвовал  | Не участвовал  | Не участвовал  | Не участвовал  | Не участвовал  | Не участвовал  | Не участвовал  | Не участвовал  | Не участвовал  |
| 1999/00                                                                                  | Кливленд   | 74               | 72               | 32,0             | 45,1             | 36,7             | 76,1             | 5,7              | 1,8              | 1,4              | 0,5              | 15,9             | Не участвовал  | Не участвовал  | Не участвовал  | Не участвовал  | Не участвовал  | Не участвовал  | Не участвовал  | Не участвовал  | Не участвовал  | Не участвовал  | Не участвовал  |
| 2000/01                                                                                  | Кливленд   | 78               | 46               | 28,5             | 42,3             | 37,0             | 73,5             | 4,4              | 1,6              | 1,1              | 0,3              | 12,8             | Не участвовал  | Не участвовал  | Не участвовал  | Не участвовал  | Не участвовал  | Не участвовал  | Не участвовал  | Не участвовал  | Не участвовал  | Не участвовал  | Не участвовал  |
| 2001/02                                                                                  | Кливленд   | 71               | 68               | 32,6             | 43,6             | 42,4             | 81,7             | 5,2              | 2,2              | 1,0              | 0,6              | 16,6             | Не участвовал  | Не участвовал  | Не участвовал  | Не участвовал  | Не участвовал  | Не участвовал  | Не участвовал  | Не участвовал  | Не участвовал  | Не участвовал  | Не участвовал  |
| 2003/04                                                                                  | Торонто    | 33               | 4                | 15,7             | 35,3             | 35,0             | 68,6             | 2,7              | 0,8              | 0,5              | 0,2              | 6,0              | Не участвовал  | Не участвовал  | Не участвовал  | Не участвовал  | Не участвовал  | Не участвовал  | Не участвовал  | Не участвовал  | Не участвовал  | Не участвовал  | Не участвовал  |
| 2004/05                                                                                  | Торонто    | 62               | 1                | 14,8             | 42,6             | 43,8             | 76,3             | 2,6              | 0,8              | 0,5              | 0,3              | 6,0              | Не участвовал  | Не участвовал  | Не участвовал  | Не участвовал  | Не участвовал  | Не участвовал  | Не участвовал  | Не участвовал  | Не участвовал  | Не участвовал  | Не участвовал  |
| 2005/06                                                                                  | Нью-Джерси | 57               | 1                | 10,1             | 39,8             | 34,6             | 62,5             | 2,3              | 0,2              | 0,3              | 0,1              | 3,4              | 11             | 0              | 17,9           | 38,9           | 35,3           | 81,8           | 3,5            | 0,2            | 0,3            | 0,0            | 5,7            |
|                                                                                          | Всего      | 736              | 363              | 25,1             | 43,0             | 36,0             | 75,9             | 4,1              | 1,3              | 0,9              | 0,4              | 11,3             | 14             | 0              | 18,7           | 36,5           | 33,3           | 88,9           | 3,5            | 0,4            | 0,4            | 0,2            | 6,0            |
| Наведите курсор мыши на аббревиатуры в заголовке таблицы, чтобы прочесть их расшифровку. |            |                  |                  |                  |                  |                  |                  |                  |                  |                  |                  |                  |                |                |                |                |                |                |                |                |                |                |                |